# Đổng Thành Bằng
Đổng Thành Bằng (giản thể: 董成鹏; phồn thể: 董成鵬; sinh ngày 12 tháng 1 năm 1982), thường được biết đến với nghệ danh Đại Bằng, là một diễn viên, đạo diễn phim, nhà sản xuất và biên kịch người Trung Quốc. Anh được công nhận rộng rãi ở Trung Quốc khi ra mắt với vai trò đạo diễn trong bộ phim Siêu nhân bánh rán năm 2015, bộ phim đã đạt doanh thu 1,16 tỷ nhân dân tệ (178,16 triệu đô la) tại Trung Quốc. Bộ phim cũng giúp anh được công nhận nhiều hơn ở Hoa Kỳ. Năm 2023, bộ phim Niên Hội Bất Năng Đình!, có sự tham gia của anh, đã thu về hơn 1,29 tỷ nhân dân tệ (179,31 triệu đô la) tại Trung Quốc.
Năm 2018, Đại Bằng đã giành giải Phim ngắn hành động hay nhất tại Giải thưởng Kim Mã lần thứ 55 cho bộ phim A Final Reunion. Năm 2023, anh đã giành giải Cốc vàng cho Nam diễn viên chính xuất sắc nhất tại Liên hoan phim quốc tế Thượng Hải lần thứ 25 cho vai chính trong bộ phim Dust to Dust, bộ phim mà anh đã được đề cử giải Nam diễn viên chính xuất sắc nhất tại Giải thưởng điện ảnh Hồng Kông vào ngày 6 tháng 2 năm 2024. Trong sự nghiệp diễn xuất của mình, anh đã đóng vai trong các bộ phim của các đạo diễn nổi tiếng Trung Quốc, chẳng hạn như Tôi không phải là Phan Kim Liên của Phùng Tiểu Cương, Tây du ký: Mối tình ngoại truyện 2 của Từ Khắc (do Châu Tinh Trì sản xuất), Kỳ môn độn giáp của Viên Hòa Bình và Vô Danh của Trình Nhĩ.
Vào đầu những năm 2010, Đại Bằng đã tạo dựng tên tuổi của mình trên các nền tảng phát trực tuyến mới của Trung Quốc. Năm 2012, khi anh là người dẫn chương trình trò chuyện "Da Peng Debade" (có nghĩa là 'Da Peng Yakking'), anh đã được các phương tiện truyền thông chính thống của Hoa Kỳ đưa tin rộng rãi vì những tương tác từ xa với Conan O'Brien. Cùng năm đó, anh trở thành ngôi sao ở Trung Quốc với loạt phim web ăn khách có tên "Diors Man", kéo dài trong bốn mùa. Tính đến tháng 7 năm 2015, loạt phim đã thu hút hơn 3,6 tỷ lượt xem.

## Cuộc sống và giáo dục ban đầu
Đại Bằng sinh ngày 12 tháng 1 năm 1982 tại thành phố Tập An, Cát Lâm. Cha anh là công nhân nhà máy cơ khí và mẹ anh là diễn viên trong đoàn kịch Bình. Anh ngưỡng mộ ban nhạc Hồng Kông Beyond và thành lập ban nhạc riêng của mình khi còn học trung học. Sau đó, anh theo học tại Khoa Quản lý của Đại học Kiến trúc Cát Lâm, chuyên ngành quản lý kỹ thuật.

## Sự nghiệp

### 2004–2014
Tháng 5 năm 2004, Đại Bằng gia nhập Sohu với vai trò là người dẫn chương trình trò chuyện về người nổi tiếng "INSTAR". Năm 2007, anh dẫn chương trình trò chuyện "Đại Bằng Yakking". Tháng 1 năm 2009, anh đảm nhận vai chính trong bộ phim Củ cải cứng đầu.
Ngày 14 tháng 2, anh tham gia bộ phim tình cảm Hợp đồng chuyển đổi. Tháng 5, anh dẫn chương trình giải trí "Songs Be Unfit for My Halls" của Sohu cùng Aya.
Năm 2012, anh đạo diễn bộ phim hài ngắn "Diors Man". Cùng năm đó, anh tham gia chương trình "Your Face Sounds Familiar" và trở thành quán quân. Năm 2013, anh đạo diễn và đóng vai chính trong "Diors Man 2".
Tháng 1 năm 2014, anh tham gia bộ phim Hello Babies. Sau đó, anh tham gia Gala mừng năm mới của CCTV để diễn vở kịch "Disturbing" cùng Thái Minh và Nhạc Vân Bằng. Năm 2013, anh đạo diễn và đóng vai chính trong "Diors Man 3".

### 2015–2017
20 tháng 6 năm 2015, bộ phim Pancake Man do anh đạo diễn và đóng vai chính đã giành giải thưởng 'Đạo diễn mới xuất sắc nhất' và 'Nam diễn viên mới xuất sắc nhất' tại Liên hoan phim quốc tế Thượng Hải lần thứ 18.
Tháng 10, anh được chọn tham gia "Chương trình trao đổi tài năng điện ảnh Trung-Mỹ", do Hiệp hội Điện ảnh Hoa Kỳ và SAPPRFT của Trung Quốc khởi xướng chung vào năm 2013, và được cử đi học tại Paramount Pictures.
Tháng 11, anh đã nhận được Giải thưởng Đạo diễn trẻ Trung Quốc xuất sắc tại Liên hoan phim Trung Quốc-Mỹ lần thứ 11 ở Los Angeles. Vào ngày 4 tháng 12, anh tham gia bộ phim hài khoa học viễn tưởng Impossible.
Năm 2016, anh đóng vai chính trong phim Kỳ môn độn giáp. Sau đó, anh tham gia diễn xuất trong phim Tôi không phải là Phan Kim Liên của đạo diễn Phùng Tiểu Cương. Anh được đề cử giải Nam diễn viên phụ xuất sắc nhất tại Giải thưởng điện ảnh châu Á lần thứ 11 cho bộ phim này. 
Tháng 1 năm 2017, anh tham gia một vai trong bộ phim Tây du ký: Mối tình ngoại truyện 2. Tháng 7, anh đảm nhận vai chính trong bộ phim Cha và Con. Ngày 29 tháng 9, bộ phim do anh đạo diễn, City of Rock, đã được phát hành.

### 2018–nay
Năm 2018, anh đã giành giải Kim Mã cho Phim ngắn hành động hay nhất với bộ phim A Final Reunion. Tháng 7 năm 2020, bộ phim The Reunions của anh đã lọt vào danh sách rút gọn cho Giải thưởng Cốc Vàng cho Phim hay nhất trong cuộc thi chính của Liên hoan phim Quốc tế Thượng Hải lần thứ 23. Tháng 11, anh được đề cử giải Kim Kê cho Nam diễn viên chính xuất sắc nhất cho bộ phim Kẻ lừa đảo thân yêu của tôi.
Tháng 1 năm 2021, bộ phim thứ ba do anh đạo diễn, The Last Reunion, được công chiếu. Ngày 12 tháng 2, anh tham gia bộ phim Thám tử phố Hoa 3. Ngày 5 tháng 3, anh xuất hiện trong bộ phim The Eleventh Chapter, do Trần Kiến Bân đạo diễn .
Ngày 9 tháng 9, anh được chọn vào vai chính trong loạt phim truyền hình trực tuyến "Double Detective". Tháng 1 năm 2023, anh đảm nhận vai chính trong phim Vô Danh. Ngày 10 tháng 3, bộ phim Post Truth do anh đạo diễn và đóng vai chính đã được ra mắt.
Tháng 7, bộ phim chủ đề Á vận hội One and Only do anh đạo diễn đã được công chiếu tại các rạp. Ngày 9 tháng 9, anh đóng chính trong phim Dust to Dust. Anh cũng là diễn viên chính trong Johnny Keep Walking!, ra rạp vào ngày 29 tháng 12.
Tháng 12, anh làm thành viên ban giám khảo cho Giải thưởng Dừa Vàng tại Liên hoan phim quốc tế đảo Hải Nam lần thứ 5. Ngày 12 tháng 1 năm 2024, bộ phim khoa học viễn tưởng lấy chủ đề không gian IMAX có tên Asteroid Hunter, do anh dẫn chuyện, đã được trình chiếu tại Trung Quốc. 
Tháng 1, anh được đề cử giải Nam diễn viên chính xuất sắc nhất tại Giải thưởng của Hiệp hội phê bình phim Hồng Kông lần thứ 30 cho vai diễn của anh trong Dust to Dust. Ngày 6 tháng 2 bộ phim đã mang về cho anh đề cử giải Nam diễn viên chính xuất sắc nhất tại Giải thưởng điện ảnh Hồng Kông tại Giải thưởng điện ảnh Hồng Kông lần thứ 42.
Ngày 21 tháng 3, Đại Bằng đã trở thành một trong những người lồng tiếng chính thức cho phiên bản tiếng Trung của Thiếu niên và chim diệc, một bộ phim hoạt hình giả tưởng của Nhật Bản do Miyazaki Hayao viết kịch bản và đạo diễn. Ngày 3 tháng 4 cùng năm, bộ phim đã được phát hành tại Trung Quốc.
Năm 2023, anh ra mắt hai bộ phim liên tiếp – phim hài Post Truth do chính anh đạo diễn và diễn xuất, và phim khiêu vũ truyền cảm hứng cho giới trẻ One and Only với sự tham gia của Hoàng Bột và Vương Nhất Bác, cũng như phim hình sự Hồng Kông Dust to Dust và phim hài châm biếm công sở Trung Quốc Niên Hội Bất Năng Đình!, cả hai đều đạt được danh tiếng và thành tích phòng vé tốt. Trong số đó, với Dust to Dust Đại Bằng đã giành giải Nam diễn viên chính xuất sắc nhất tại Liên hoan phim Quốc tế Thượng Hải lần thứ 25 và được đề cử giải Nam diễn viên chính xuất sắc nhất tại Giải thưởng Điện ảnh Hồng Kông lần thứ 42.

## Điện ảnh

### Truyền hình
| Năm       | Tên                  | Tên tiếng Trung | Vai                       | Ghi chú                                     |
| --------- | -------------------- | --------------- | ------------------------- | ------------------------------------------- |
| 2007-2016 | Dapeng Show          | 大鹏嘚吧嘚      | Người dẫn chương trình    | Phim trực tuyến                             |
| 2012-2015 | Diors Man (1 -4)     | 屌丝男士 (1-4)  |                           | Phim trực tuyến                             |
| 2021      | Vacation of Love     | 假日暖洋洋      | Trần Bân Bân              |                                             |
| 2021      | Double Tap           | 雙探            | Chu Du                    |                                             |
| 2022      | Back to the Tomorrow | 回到明天        | Người đan ông đi mua hàng | Phim trực tuyến, quay năm 2018              |
| 2024      | To the Wonder        | 我的阿勒泰      | Không tham diễn           | Đảm nhiệm vai trò đồng sản xuất và giám chế |

### Điện ảnh
| Năm    | Tên                                | Tên gốc      | Vai                               | Ghi chú                               |
| ------ | ---------------------------------- | ------------ | --------------------------------- | ------------------------------------- |
| 2014   | Hello Babies                       | 六福喜事     | Barbie                            | Cameo                                 |
| 2014   | Đại Trạch Nam                      | 大宅男       | Khấu Nam                          |                                       |
| 2015   | Nhất Lộ Kinh Hỉ                    | 一路惊喜     | Thẩm Đại Bảo                      |                                       |
| 2015   | Siêu nhân bánh rán                 | 煎饼侠       | Đại Bằng                          | Cũng đóng vai trò đạo diễn            |
| 2015   | Impossible                         | 不可思异     | Anh cả                            |                                       |
| 2016   | Tôi không phải là Phan Kim Liên    | 我不是潘金莲 | Vương Công Đạo                    |                                       |
| 2016   | Người lái đò                       | 摆渡人       | lão Hồ                            |                                       |
| 2017   | Tây du ký: Mối tình ngoại truyện 2 | 西游伏妖篇   | Đạo sĩ                            |                                       |
| 2017   | Đấu trường âm nhạc                 | Sing         | Buster Moon                       | Lồng tiếng Trung Quốc đại lục         |
| 2017   | Cha và con                         | 父子雄兵     | Phạm Tiểu Binh                    |                                       |
| 2017   | Ban nhạc Máy Khâu                  | 缝纫机乐队   | Trình Cung                        | Cũng đóng vai trò đạo diễn            |
| 2017   | Kỳ môn độn giáp                    | 奇門遁甲     | Gia Cát Thanh Vân                 |                                       |
| 2018年 | Tổ tông thập cửu đại               | 祖宗十九代   | Tam Đương Gia                     |                                       |
| 2018年 | Truy lùng quái yêu 2               | 捉妖记2      | Chúa tể của các gian hàng bắt quỷ |                                       |
| 2018年 | 21 Carat                           | 21克拉       | Bối Tổng                          |                                       |
| 2018年 | A Final Reunion                    | 吉祥         |                                   | Giải Kim Mã cho Phim ngắn hay nhất    |
| 2019   | Anh hùng gan chuột                 | 鼠胆英雄     | Tay súng                          |                                       |
| 2019   | Vortex                             | 铤而走险     | Lưu Tiểu Tuấn                     |                                       |
| 2019   | Kẻ lừa đảo thân yêu của tôi        | 受益人       | Ngô Hải                           |                                       |
| 2020   | Đại doanh gia                      | 大赢家       | Nghiêm Cẩn                        | Phát hành trực tuyến                  |
| 2021   | The Reunions                       | 吉祥如意     | Đổng Thành Bằng                   | Cũng đóng vai trò đạo diễn            |
| 2021   | Thám tử phố Hoa 3                  | 唐人街探案3  | Giám khảo Học viện Cảnh sát       |                                       |
| 2021   | The Eleventh Chapter               | 第十一回     | Hồ Côn Đinh                       |                                       |
| 2023   | Vô Danh                            | 無名         | Bộ trưởng Đường                   |                                       |
| 2023   | Post Truth                         | 保你平安     | Ngụy Bình An                      | Cũng đóng vai trò đạo diễn            |
| 2023   | Nhiệt liệt                         | 热烈         |                                   | Cũng đóng vai trò đạo diễn            |
| 2023   | Dust to Dust                       | 第八个嫌疑人 | Trần Tín Văn / Mạc Chi Cường      |                                       |
| 2023   | Niên hội bất năng đình             | 年会不能停   | Hồ Kiến Lâm                       |                                       |
| 2024   | Honey Money Phony                  | 骗骗喜欢你   | Không tham diễn                   | Chịu trách nhiệm sản xuất             |
| 2025   | Tương Viên Lộng: Huyền án          | 酱园弄·悬案  | Hà Tuệ Hiền                       |                                       |
| 2025   | Học Viện Nghệ Thuật 1994           | 艺术学院1994 | Ngô Anh Tuấn                      | Lồng tiếng                            |
| 2025   | Lệ Chi Trường An                   | 长安的荔枝   | Lý Thiện Đức                      | Cũng đóng vai trò đạo diễn, biên kịch |

## Cuộc sống
Vợ ông là Trương Văn Lộ và Đổng Thành Bằng là bạn cùng lớp đại học. Họ gặp nhau trong một bữa tiệc và Đổng Thành Bằng đã yêu bà ngay từ cái nhìn đầu tiên.